# Dion (Macedonia Środkowa)
Dion (gr. Δίο, Dio) – miejscowość na północy Grecji, w regionie Macedonia Środkowa, w jednostce regionalnej Pieria. Historyczna siedziba gminy Dion-Olimp. W 2011 roku liczyła 1 130 mieszkańców. Znana z muzeum i wykopalisk archeologicznych. Starożytne miasto Dion z licznymi świątyniami zlokalizowane było u stóp masywu Olimpu i stąd wynikało jego znaczenie jako miejsce oddawania szczególnej czci bogom olimpijskim. Miejscowość jest położona 15 km na południowy zachód od Katerini, 425 km na północ od Aten oraz 65 km na północ do Larisy.